# Chocerady
Obec Chocerady leží v okrese Benešov. Žije zde přibližně 1 400 obyvatel a katastrální území obce má rozlohu 1784 ha. Součástí obce jsou i vesnice Komorní Hrádek, Samechov, Vestec a Vlkovec.
Ve vzdálenosti 13 km jihozápadně leží město Benešov, 17 km severozápadně město Říčany, 20 km jižně město Vlašim a 22 km severně město Český Brod.

## Historie
První písemná zmínka o obci pochází z roku 1250. Pojednává o Brunovi z Chocerad, což byl zřejmě vladyka nebo majitel zemanského statku v této obci.
Most přes řeku Sázavu byl na svolení krále Ludvíka postaven roku 1525. Dřevěný most byl pro tehdejší zemskou stezku velmi potřebný a jeho stavitel, Pan ze Šelenberka na něm mohl vybírat mýtné. Most vydržel až do 2. března 1862, kdy byl povodní zničen a místo mostu byl zřízen přívoz. Nový most byl postaven na základě nehody biřmování, při které utonulo 18 biřmovaných[zdroj?], dne 13. listopadu 1887 za cenu 30 000 zlatých. Nově postavený most byl železné konstrukce, který vydržel na místě až do roku 1993, kdy byl postaven most nový, zprovozněný 17. prosince a sloužící dodnes.
Vlak do Chocerad poprvé přijel na nově otevřené trati 6. října 1901.
Od roku 1929 začala fungovat pravidelná autobusová linka Praha - Chocerady, která spolu se železnicí dopomohla k rozvoji chataření a vzniku osady Nad Borovím.
Roku 1845 byl choceradský špitál přestavěn na základní školu, která byla zprovozněna v roce 1872. Její budova stojí dodnes, ale svému účelu již neslouží a je určena k prodeji. Nový školní komplex o 5 pavilonech byl postaven na místě mezi původní budovou a choceradským hřbitovem. V tomto areálu se od 1. září 2004 nachází také mateřská škola.

### Územněsprávní začlenění
Dějiny územněsprávního začleňování zahrnují období od roku 1850 do současnosti. V chronologickém přehledu je uvedena územně administrativní příslušnost obce v roce, kdy ke změně došlo:
- 1850 země česká, kraj Pardubice, politický i soudní okres Černý Kostelec[9]
- 1855 země česká, kraj Praha, soudní okres Černý Kostelec[9]
- 1868 země česká, politický okres Český Brod, soudní okres Černý Kostelec[9]
- 1939 země česká, Oberlandrat Kolín, politický okres Český Brod, soudní okres Kostelec nad Černými lesy[10]
- 1942 země česká, Oberlandrat Praha, politický okres Český Brod, soudní okres Kostelec nad Černými lesy[11]
- 1945 země česká, správní okres Český Brod, soudní okres Kostelec nad Černými lesy[12]
- 1949 Pražský kraj, okres Benešov[13]
- 1960 Středočeský kraj, okres Benešov
- 2003 Středočeský kraj, okres Benešov, obec s rozšířenou působností Benešov

### Rok 1932
V obci Chocerady (přísl. Komorní Hrádek, 659 obyvatel, poštovní úřad, telegrafní úřad, telefonní úřad, katol. kostel) byly v roce 1932 evidovány tyto živnosti a obchody: lékař, bio Sokol, 2 výrobny cementového zboží, cihelna, cukrář, drogerie, hodinář, 2 holiči, 3 hostince, 2 hotely, kartáčník, klempíř, kolář, 3 kováři, kožišník, 2 krejčí, mlýn, obchod s obuví Baťa, 3 obuvníci, 2 pekaři, pila, obchod s pleteným zbožím, 3 řezníci, sedlář, 5 obchodů se smíšeným zbožím, Městská spořitelna v Benešově, Spořitelní a záložní spolek pro Chocerady, 2 obchody se střižním zbožím, 3 švadleny, tesařský mistr, 2 trafiky, 4 truhláři, 2 obchody s  uhlím, 3 velkostatky, zámečník, zubní ateliér.
V obci Vlkovec (250 obyvatel, poštovna, samostatná obec se později stala součástí Chocerad) byly v roce 1932 evidovány tyto živnosti a obchody: hostinec, pila, řezník, sklárna Růženín, obchod se smíšeným zbožím, trafika.

## Pamětihodnosti
- Kostel Nanebevzetí Panny Marie na náměstí
- Výklenková kaplička Čtrnácti pomocníků
- Socha svatého Jana Nepomuckého

## Osobnosti
- Josef Vycpálek (1847–1922) – muzikolog, sběratel lidových písní, středoškolský profesor

## Doprava
Dopravní síť
- Pozemní komunikace – Obcí procházejí silnice II/109 Poříčí nad Sázavou - Čerčany - dálnice D1 - Chocerady a II/113 Český Brod - Mukařov - Chocerady - Divišov - Vlašim.

- Železnice – Obec leží na železniční trati 212 Čerčany - Sázava - Zruč nad Sázavou - Světlá nad Sázavou. Je to jednokolejná regionální trať, doprava byla v úseku Čerčany - Kácov zahájena roku 1901. Na území obce leží železniční zastávka Chocerady, železniční zastávka Vlkovec, železniční stanice Samechov a železniční zastávka Stříbrná Skalice.

Veřejná doprava 2012
- Autobusová doprava – Do obce vedly příměstská autobusová linka 383 Praha,Háje - Chocerady (v pracovních dnech 12 spojů, o víkendu 6 spojů) (dopravce Veolia Transport Praha, s. r. o.) a autobusové linky Benešov-Chocerady-Sázava (v pracovních dnech 2 spoje), Benešov-Chocerady-Vodslivy (v pracovních dnech 3 spoje) (dopravce ČSAD Benešov, a. s.).

- Železniční doprava – Po trati 212 jezdilo v pracovních dnech 15 osobních vlaků, o víkendu 10 osobních vlaků.

## Turistika
- Cyklistika – Obcí vede cyklotrasa č. 19 Havlíčkův Brod - Zruč nad Sázavou - Chocerady - Týnec nad Sázavou - Davle

- Pěší turistika – Obcí vedou turistické trasy  Čerčany - Hvězdonice - Chocerady - Sázava - Zruč nad Sázavou,  Chocerady - Kozmice - Petroupim - Benešov,  Chocerady - Hradové Střimelice - Zvánovice a  Ledečko - Bělokozly - Chocerady - Ondřejov - Třemblat - Mnichovice.